# Oskar Günther
Oskar Günther (19. října 1894 Prachatice – 5. června 1931 Salcburk) byl německy píšící básník, dramatik a novelista.

## Život

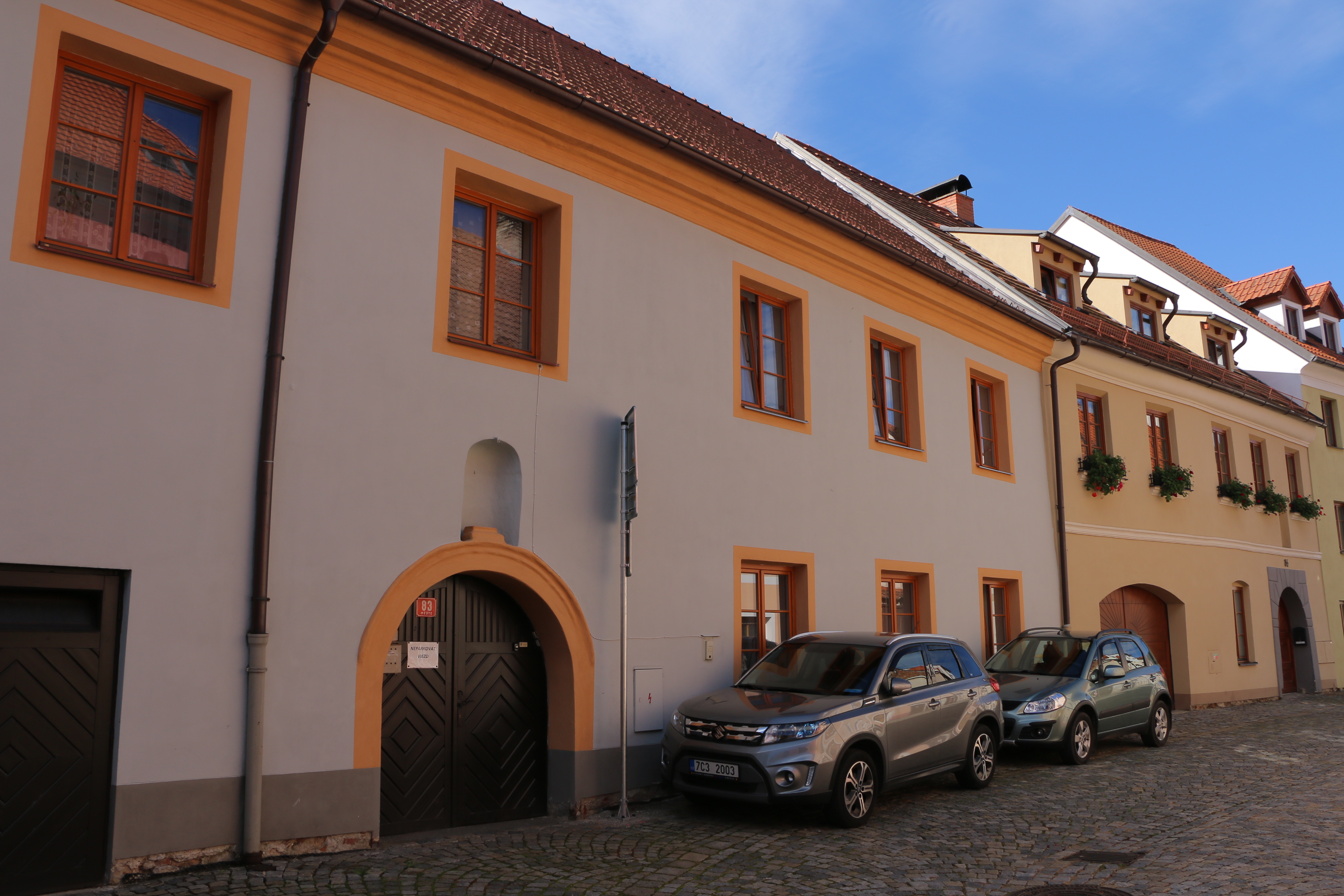
Rodný dům Oskara Günthera, Prachatice, Dlouhá 83

Narodil se 19. října 1894 v Prachaticích v měšťanském domě čp. 83 v Dlouhé ulici jako starší ze dvou synů Leopoldu Antonu Güntherovi a jeho ženě Hedwig, rozené Thielové. Dne 5. listopadu byl pokřtěn jménem Oskar Leopold Wilhelm Günther. Pocházel z učitelské rodiny, jeho děd Leopold Günther byl učitelem ve Velkém Šenově, jeho otec byl hudebním skladatelem a vyučoval zpěv na prachatickém německém gymnáziu. Oskar Günther studoval na univerzitách v Praze a Vídni. První učitelské místo si našel v rakouském Steyru a od roku 1922 působil jako středoškolský profesor na dívčím gymnáziu v Salcburku. Už tehdy se stal známým jako spisovatel. Zemřel v Salcburku 5. června 1931.
Psal básně, lyrické novely, historické a pohádkové hry. Inspiroval se šumavskou přírodou, její krásou i hloubkou, velikostí i božskou silou. Jeho lyrika je nezvykle hluboká, až prorocká, vzbuzuje dojem nedosněného snu, přerušeného uprostřed noci. Větší zájem vzbudila jeho dramatická tvorba, která byla uváděna rakouskými i německými scénami. Značného ohlasu dosáhlo uvedení pohádkové hry Blumenkönigin v salcburském Festspielhausu s doprovodem otcovy hudby. Hra vyšla se Storchovými ilustracemi v Steinbrenerově nakladatelství ve Vimperku. Libreto k pohádkové opeře Die Prinzessin und der Zwerg bylo napsáno na základě díla Oskara Wilda. 

## Publikace (výběr)
- Die Blumenkönigin. Ein Märchenspiel / von Oskar Günther.Bilder von C. Storch.[7] Winterberg / Böhm., J. Steinbrener, o. J. [1930]. 4°. 40 S. OHlwd. – Das Märchenspiel wurde zudem von Leopold Günther vertont.
- Die Prinzessin und der Zwerg : eine Kinderoper ; Op. 41 / Musik von Friedrich Frischenschlager. Dichtung von Oskar Günther. Leipzig : Kistner & Siegel, [1928], 24 S., [4] Bl. : Ill.[8]
- Der Akazienhof : ein Märchen von armen Menschen und guten Tieren / von Oskar Günther. Bilder von Felix Schuster.[9] Winterberg : Steinbrener, [1930], 44 S. : Ill ; 8°

## Ukázka
Země snů
Jediným mostem tak svět překlenout,
touze ho svěřit bdělou ozvěnou.
Pevný a temný jako zemská tíž
i lehký jako modrá nebeříš
daleký oblouk klene stavba vznosná –
nad trýzeň světa vysoko až do sna
nese se vzhůru světlem od lidí
tak daleko …až konce nevidím.
Snad tuším jen v hodině požehnané,
že most se přece i mně cestou stane:
zatím jen čekat je mi osudem
a most se rozplývá – byl pouhým přeludem?
Rozvátým, v pěnách tříštícím se kdesi ve vichrech –
Šťastni, kdo spatřili kdy protilehlý břeh! 

## Galerie

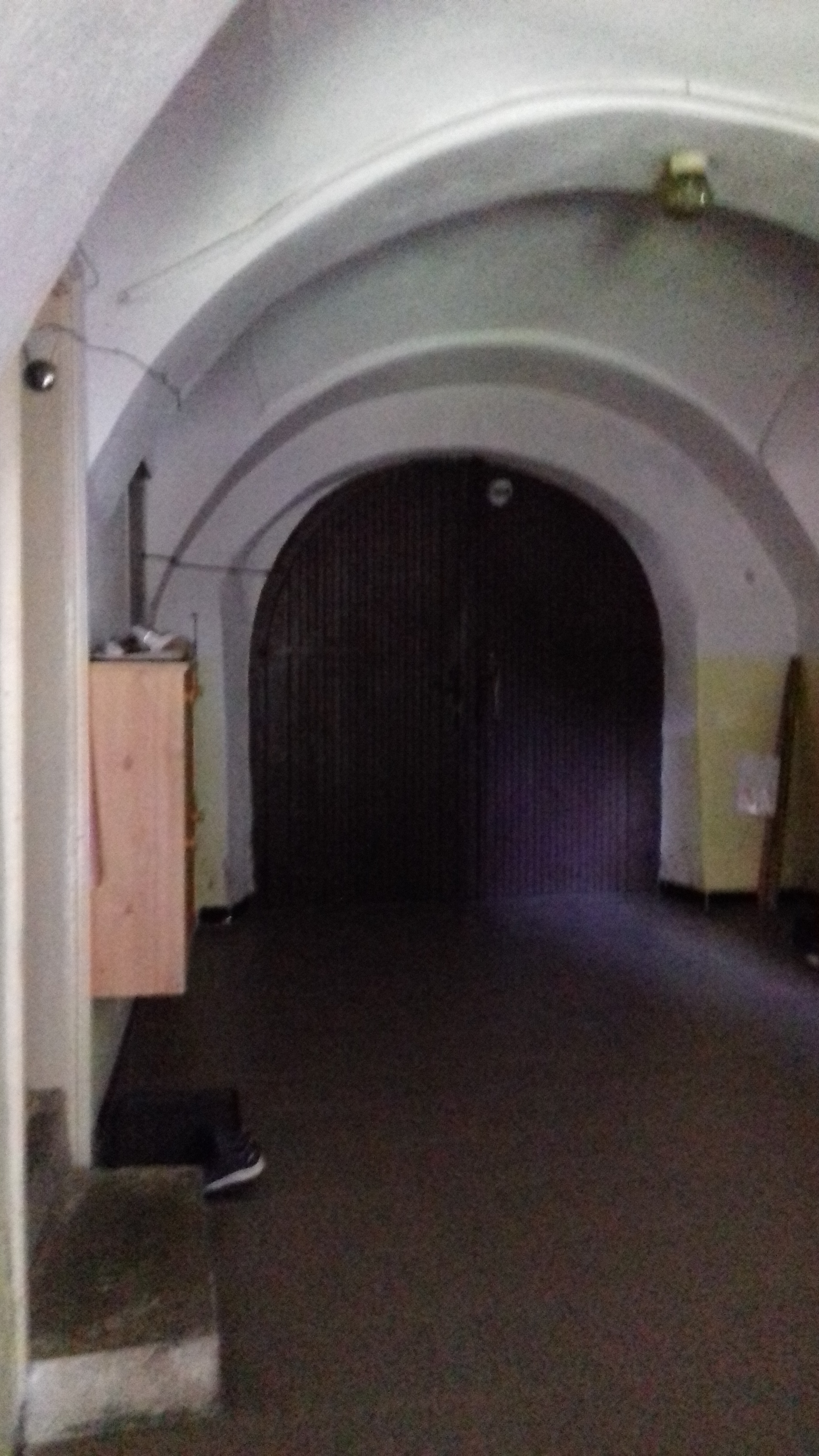
Rodný dům Oskara Günthera – vstupní síň
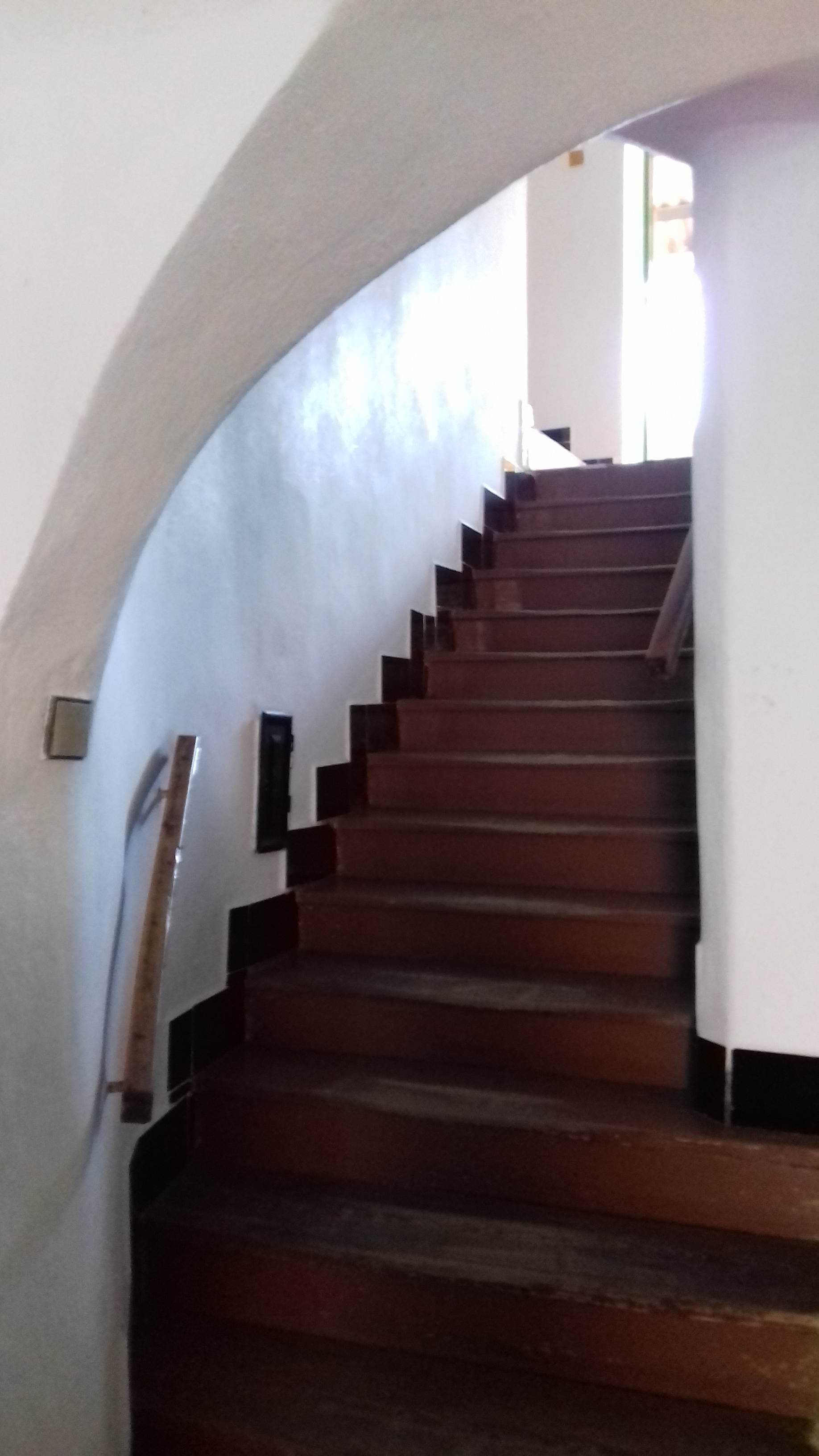
Rodný dům Oskara Günthera – schody do patra
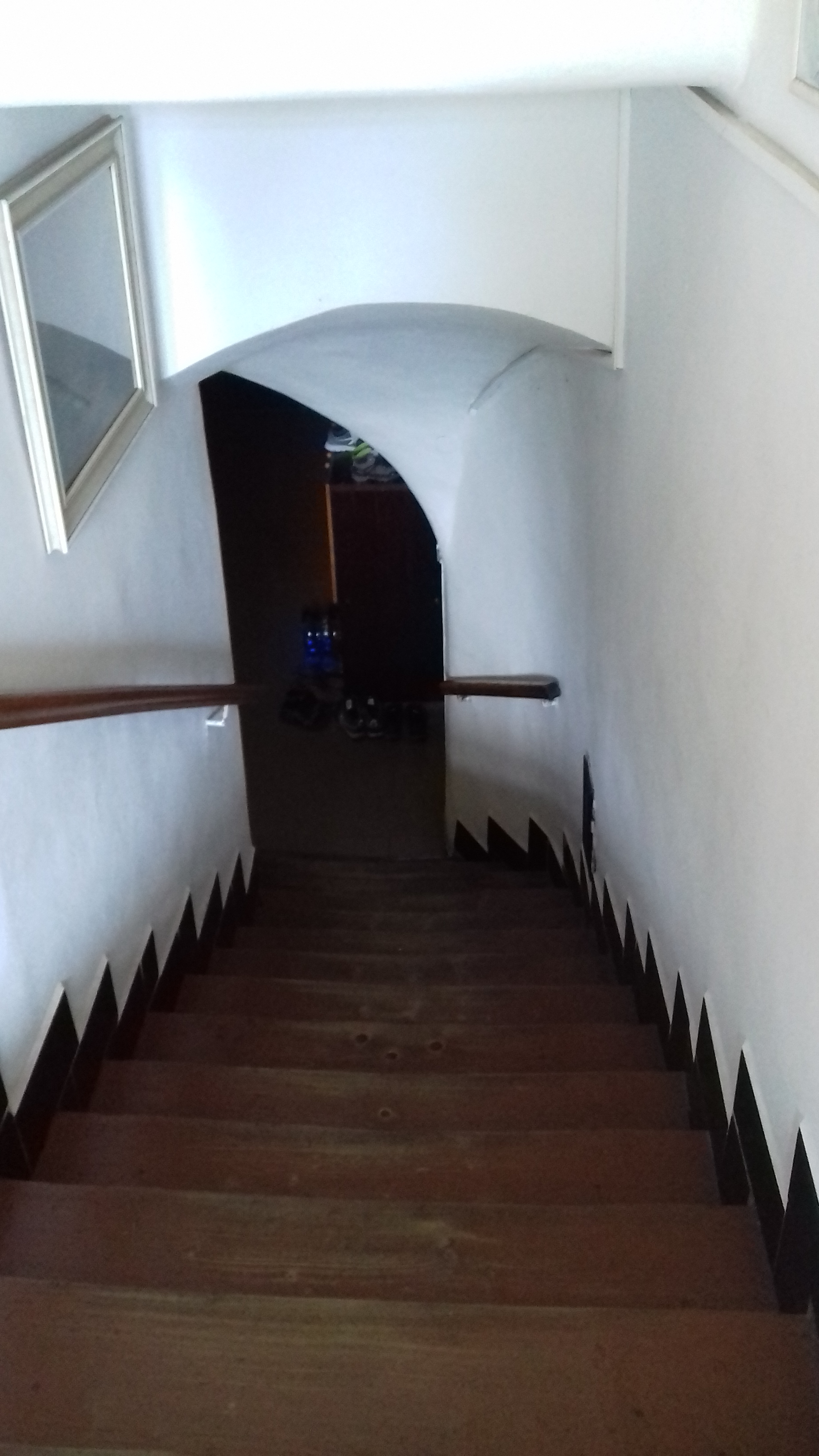
Rodný dům Oskara Günthera – pohled do vstupní síně